# Arctia waroi
Arctia waroi är en fjärilsart som beskrevs av Barnes och Benjamin 1927. Arctia waroi ingår i släktet Arctia och familjen björnspinnare. Inga underarter finns listade i Catalogue of Life.